# Yevguenia Bugoslávskaia
Yevguenia Yákovlevna Bugoslávskaia (transliteración del cirílico ruso Евгения Яковлевна Бугославская) (21 de diciembre de 1899, Moscú - 30 de mayo de 1960, ibíd.) fue una astrónoma y geofísica soviética.

## Biografía
En 1924, obtuvo la licenciatura en física por la Universidad Estatal de Moscú. Entre 1925 a 1928, trabajó en el Instituto Astronómico y Geodésico, y tomó cursos de postgrado en la misma casa de altos estudios. Y, de 1928 a 1932 trabajó en la Compañía geodésica SAI. En 1934, dio clases en la Universidad Estatal de Moscú, Y desde 1949, fue profesora titular.
Se especializó en el campo de la astrometría fotográfica y la investigación solar. Encontró, entre 1936 a 1937, los movimientos propios de las estrellas en la rama oriental de la nebulosa oscura de Perseo y de la de Tauro-Orión. Realizaba las observaciones de estrellas dobles, con un astrógrafo de 38 cm, fue una de las líderes de la vigilancia integrada de la corona solar en diferentes puntos de la URSS, durante el eclipse total de sol del 19 de junio de 1936, involucrada en el procesamiento de los datos recibidos, y así establecer la estructura de la corona y el hecho de su rotación. También, fue líder de las observaciones durante los eclipses totales de Sol en 1941, 1945, 1952, y 1954. Estudió la estructura fina de la corona solar y sus movimientos internos, sobre la base de los eclipses desde 1887 a 1941, comprendiendo la dependencia de los flujos de la corona de la fase de la actividad solar y la latitud heliográfica.
Autora del libro de texto "«Фотографическая астрометрия» (Astrometría fotográfica)".

## Eponimia
- El cráter venusino Bugoslavskaya se nombró en su honor.[4]·.[5]